# Sunshine (песня Alice in Chains)
«Sunshine» (англ. Так светло) — песня американской гранж-группы Alice in Chains, вышедшая в 1990 году на альбоме Facelift. Песня была написана гитаристом и вокалистом группы Джерри Кантреллом и посвящена его матери Глории, умершей в 1987 году.

## История создания
Джерри Кантрелл рассказал в интервью журналу Spin, что песню «Sunshine» он посвятил своей покойной материи Глории Джин Кантрелл:
Когда я был маленьким, то я всегда говорил ей: «Я буду знаменитым и куплю тебе дом, и тебе больше никогда не придется работать. Я буду заботиться о тебе так, как ты заботишься обо мне». Когда она умерла, это было действительно дерьмовое время для меня. Я тогда не знал, как с этим справиться, и до сих пор не знаю. Но это дало мне толчок сделать то, что я делаю.
Песня была написана в Лос-Анджелесе, после того как Alice in Chains переехали из Сиэтла в Лос-Анджелес после смерти своего друга Эндрю Вуда, вокалиста группы Mother Love Bone, и были на середине записи своего первого альбома Facelift.

## Реакция
Loudwire назвал песню «эмоционально мощной» и отметил, что она «действительно производила эмоциональное воздействие на многих слушателей, так как она пришла из личного для Кантрелла источника». Classic Rock Review написал: «Яркий гитарный хорус делает стихотворную часть „Sunshine“ не похожей ни на что другое на альбоме, хотя хорус этого трека немного более простой хард-рок, при этом за хриплой глоткой Стейли звучит гладкий бэк-вокал Кантрелла».
Джиллиан Драхман из Metal Injection написал, что «поклонники также интерпретировали эту песню в свете того, что Лейн чувствовал себя покинутым по отношению к своему отцу. Женский персонаж этой песни также сталкивается с заброшенностью, и отец и сын могут измениться. Стремление Лейна Стейли наладить отношения со своим отцом было главной движущей силой его успеха как художника».

## Живые выступления
Песня была впервые исполнена вживую во время концерта Alice in Chains в клубе Natacha’s в Бремертоне, штат Вашингтон. Последний раз группа исполняла эту песню с вокалистом Лейном Стейли 1 февраля 1991 года в кафе Off Ramp в Сиэтле, штат Вашингтон.
Alice in Chains впервые за 24 года исполнили песню в Global Event Center на WinStar World Resort в Такервилле, штат Оклахома, 1 августа 2015 года с новым вокалистом Уильямом Дюваллем.

## Участники записи
- Лейн Стейли — ведущий вокал
- Джерри Кантрелл — бэк-вокал, гитара
- Майк Старр — бас-гитара
- Шон Кинни — ударные